# Despidos de Sally Yates y Daniel Ragsdale

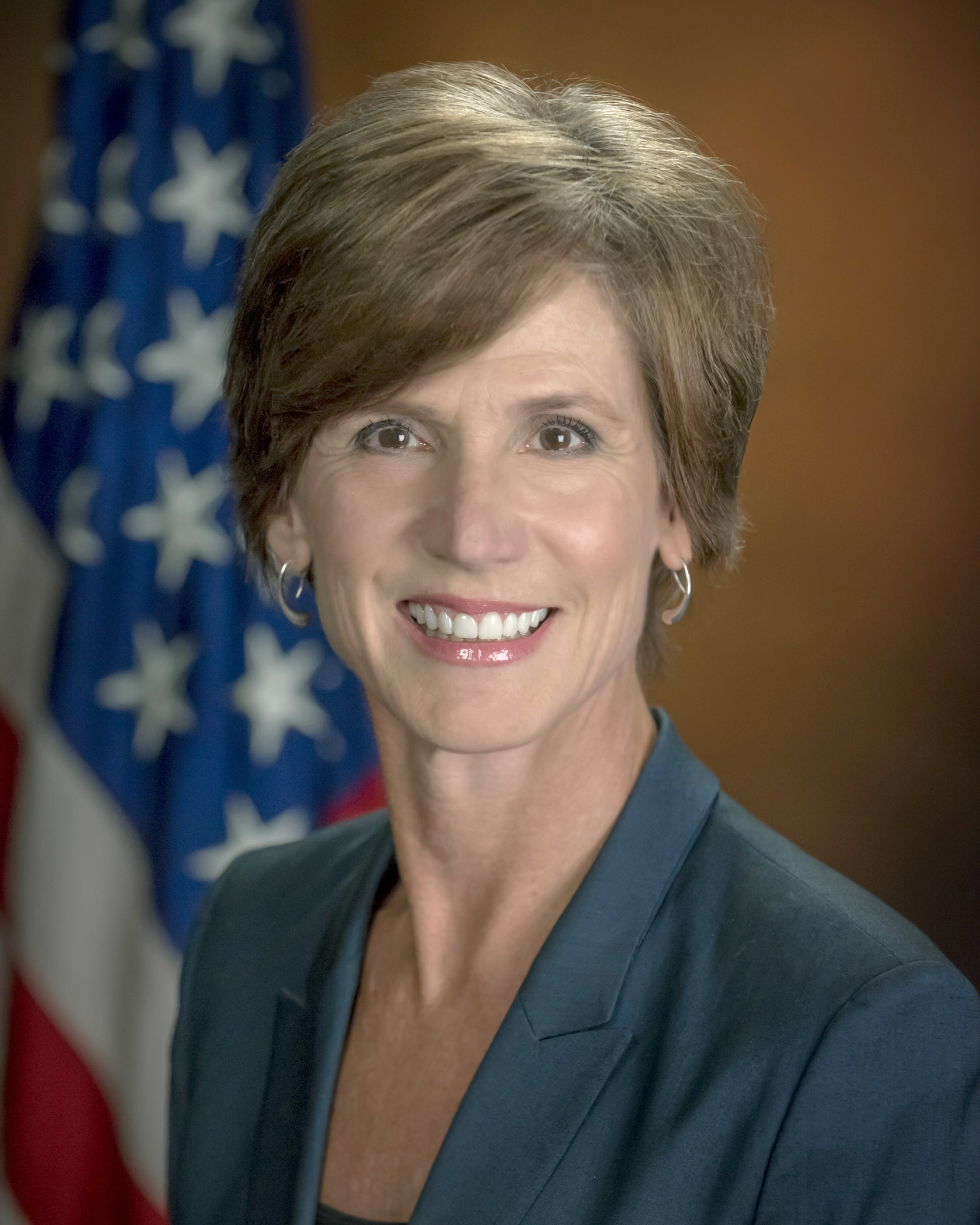
Sally Yates, fiscal general en funciones de los Estados Unidos desde el 20 de enero de 2017 hasta su destitución por el presidente Donald Trump el 30 de enero de 2017.

Los despidos de Sally Yates y Daniel Ragsdale fueron la destitución por parte del presidente de los Estados Unidos, Donald Trump, de la fiscal general en funciones Sally Yates (designada por Barack Obama) y la democión y reemplazo del director de Servicio de Inmigración y Control de Aduanas Daniel Ragsdale, el 30 de enero de 2017. La movida fue llamada la «masacre del lunes por la noche» por algunos políticos, comentaristas políticos y medios de comunicación, mientras que el uso del término fue cuestionado por otros. El nombre alude a la Masacre del sábado por la noche de 1973, durante el escándalo Watergate, cuando el fiscal general Elliot Richardson y el fiscal general adjunto William Ruckelshaus renunciaron después de negarse a llevar a cabo la orden del entonces presidente de los Estados Unidos Richard Nixon para despedir al fiscal especial Archibald Cox.

## Despido de Sally Yates
El despido de la fiscal general en funciones Sally Yates, una fiscal de carrera nombrada por el presidente Barack Obama, siguió a su negativa a defender la Orden Ejecutiva 13769 de Trump que prohibía la entrada de nacionales de siete países predominantemente musulmanes porque no estaba convencida de que la orden ejecutiva fuera lícita. Esto ocurrió después de que varios tribunales federales emitieran instancias en varias partes de la orden ejecutiva de Trump para impedir que se pusieran en efecto y muchos agentes de la Oficina de Aduanas y Protección Fronteriza de los Estados Unidos no se atuvieron a las instancias. Trump reemplazó a Yates por Dana J. Boente, fiscal de los Estados Unidos para el Distrito Este de Virginia. Después de asumir el cargo, Boente ordenó al Departamento de Justicia que se cumpliera la orden ejecutiva.

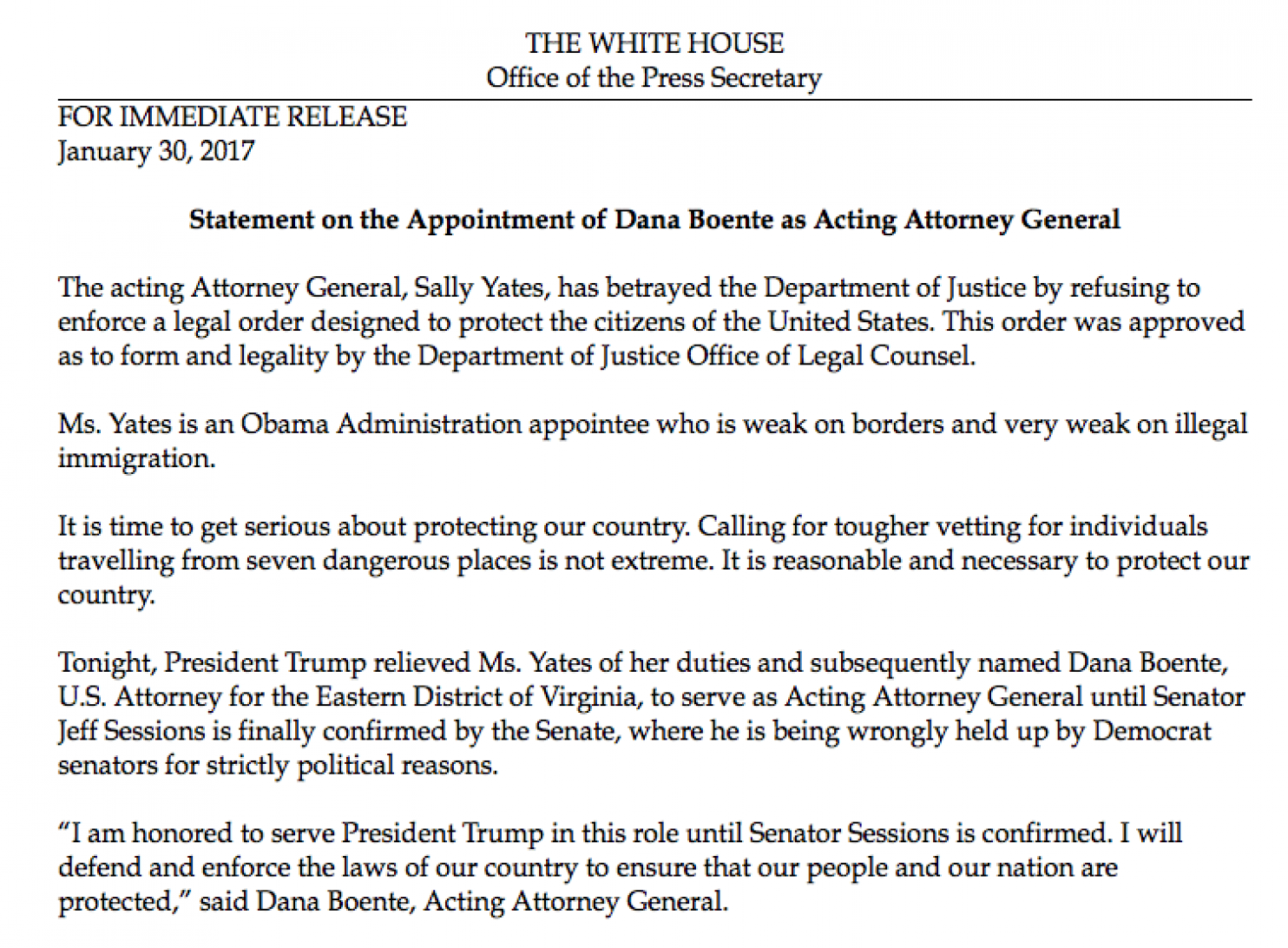
Comunicado de prensa de la Casa Blanca sobre el despido de Yates.

Una declaración de la Casa Blanca dijo que Yates «traicionó al Departamento de Justicia negándose a hacer cumplir una orden legal diseñada para proteger a los ciudadanos de los Estados Unidos» y que fue «muy débil en las fronteras y muy débil en la inmigración ilegal». El líder de la minoría del Senado Chuck Schumer habló en el piso del Senado esa noche y llamó al despido una «masacre del lunes por la noche». Sin embargo, el periodista investigador de Watergate Carl Bernstein, rechazó en CNN  la comparación. «Hay una gran diferencia, porque la Masacre del sábado por la noche fue realmente por el despido del fiscal general cuando Nixon fue blanco de una investigación y estaba obstruyendo activamente a la justicia», dijo. «Creo que el presidente está en sus derechos aquí para despedir al fiscal general, que tiene esa capacidad».
Muchos críticos de Trump elogiaron a Yates por oponerse a lo que ellos percibían como una orden ejecutiva inconstitucional, pero algunos expertos legales, entre ellos Alan Dershowitz, Michael Gerhardt y Jonathan H. Adler, cuestionaron la decisión de Yates. Algunos críticos también creían que la retórica de «traición» que Trump usó en su carta a la exfiscal general era innecesariamente incendiaria.

## Despido de Daniel Ragsdale
Poco después, el director del Servicio de Inmigración y Control de Aduanas Daniel Ragsdale fue sustituido por Thomas Homan, en tanto que Ragsdale permaneció como director adjunto.